# La Velle
La Velle, de son vrai nom Louise Lavelle McKinnie Duggan, née le 22 mai 1944 à Kankakee (Illinois) et morte le 4 février 2016 à Saint-Cergue en Suisse, est une chanteuse, pianiste, compositrice et autrice américaine de jazz, gospel, rhythm and blues, et disco.

## Biographie[2]
La Velle est née à Kankakee, près de Chicago, dans une famille de musiciens. Son père est alors guitariste dans l'orchestre de Nat King Cole et sa mère danseuse et chanteuse au Cotton Club. 
Elle commence l'apprentissage de la musique très tôt. Âgée de trois ans, elle chante déjà dans des chorales de gospel, et à cinq ans, elle commence des études de piano. 
Plus jeune étudiante du Conservatoire National de Chicago - à l'âge de onze ans, elle est rapidement remarquée pour ses qualités exceptionnelles et reçoit une bourse d’étude de la Fondation Ford. Très rapidement elle obtient les prix du Chicagoland Music Festival et de Audition of the Air de l’opéra de l’Illinois. 
À quatorze ans, elle chante Le Messie de Haendel. 
Passionnée de musique classique, La Velle poursuit ses études et obtient, avant ses dix-huit ans, plusieurs diplômes à la réputée Julliard School of Music de New York.
Explorant le répertoire lyrique, elle obtient un rôle de soprano dans Madame Butterfly, puis joue Carmen et La Tosca au Metropolitan Opera de New York, avant de se produire à La Scala de Milan lors d'une tournée du Met. 
Sa voix exceptionnelle - elle couvre 4 octaves -  lui ouvre les portes d'une carrière d'artiste lyrique. Mais le gospel - qui a bercé son enfance, et le jazz - qu'elle a travaillé parallèlement à ses études de musique classique, reprennent lentement le dessus. À Broadway elle sera à l'affiche de la comédie musicale Hello, Dolly!.
La Velle décide alors de se faire connaître comme chanteuse de rhythm and blues. Elle commence à travailler dans les clubs avec les artistes locaux, parcourant le pays de Las Vegas à Los Angeles en passant par New York. Durant cette période, elle chantera de la musique soul aux côtés de Ray Charles, participera aux grands shows de Sammy Davis Jr, et de Steve Allen. Elle fera aussi partie des grands orchestres Jazz de Lionel Hampton, Buddy Rich, Maynard Ferguson et Quincy Jones et chantera aux côtés de Joe williams et Lou Rawls.
En 1977, La Velle vient s’installer en France. Cette même année, elle sort son premier album Winter’s Mind.

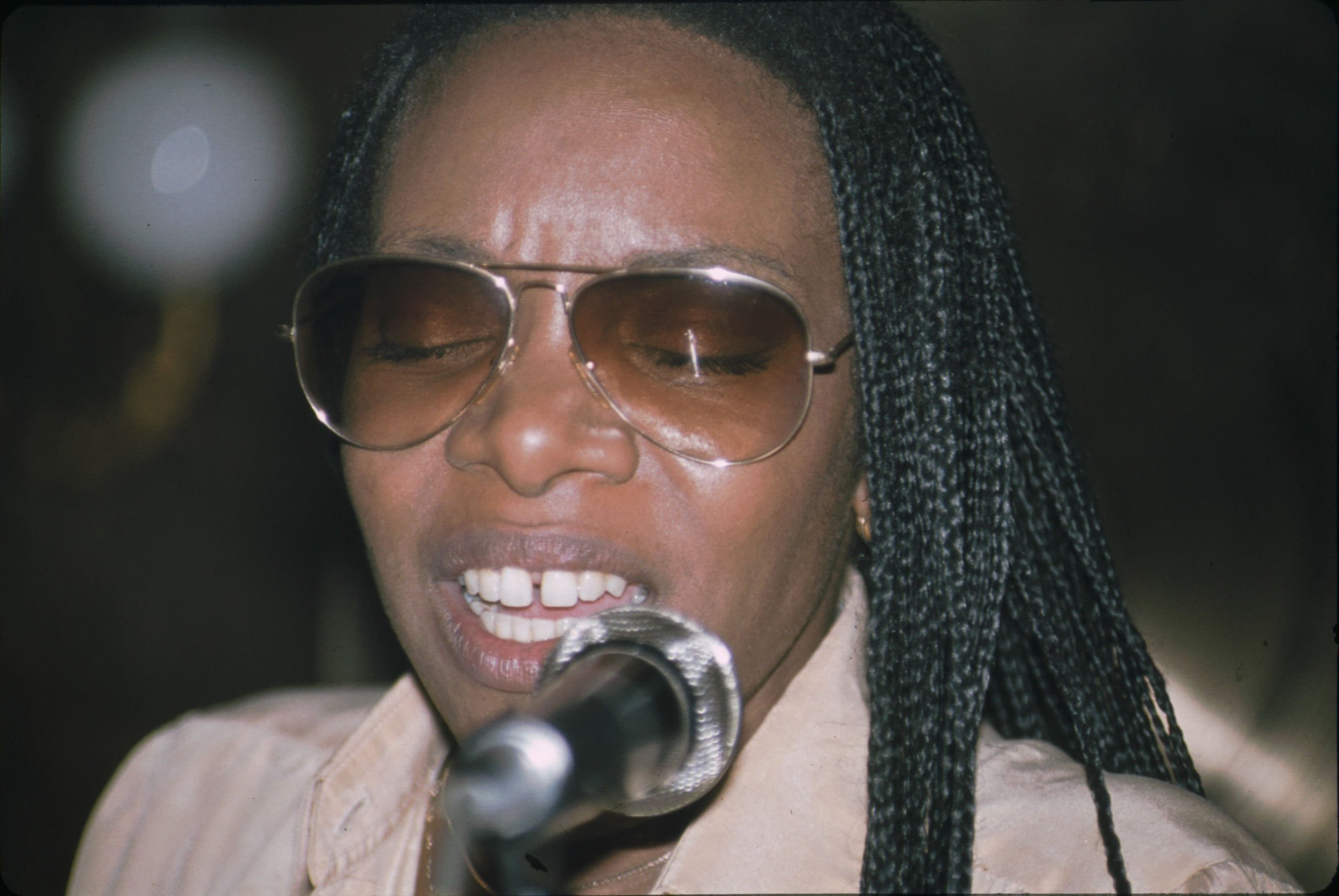
La Velle au club Saint Germain en 1981

Durant les années qui vont suivre, elle va sortir des albums solos, interpréter des premiers rôles dans des comédies musicales (notamment dans l'opéra-rock Nostradamus aux côtés de Richard Cross en 1985) ; elle sera choriste pour des grands noms du jazz (en 1989, elle accompagne Dee Dee Bridgewater). Elle continuera de chanter du jazz et du rhythm and blues, participera à différents projets (Psalms, notamment - quatuor éphémère formé en 1987 à Paris - au sein duquel elle chantera avec Liz McComb, accompagnées toutes deux par Jerome Van Jones et Gregg Hunter). C'est à cette époque aussi qu'elle fera de la musique commerciale et chantera dans des spots publicitaires.
Puis, en 1990, elle enregistre l'album Straight Singin’ - Tribute to Nat King cole, qu'elle produit elle-même avec l'aide de quelques amis.
Tout en continuant les tournées et concerts, La Velle commence à animer des masterclasses de chant où elle fait partager sa passion pour les chants Gospel et Negro spiritual. À cette occasion, elle va impulser la formation de nombreux groupes et chorales de gospel en France, notamment Vocal Colors, un groupe de gospel dont elle reste proche.
De 1995 à 1998, elle participe au collectif français de dance music B-One. Elle apparait sur cinq de leurs singles : Can't Stop The Boogie, It's A Shame, The Future, Play The Game et Voyage Voyage.
La Velle quitte ensuite la France pour la Suisse, où elle s'installe à Saint-Cergue. Elle dirige une chorale gospel à Lausanne, et continue à animer des masterclasses et à donner des concerts.

## Récompenses
En 1992, La Velle reçoit des mains du Ministre de la Culture français le titre de chevalier des Arts et des Lettres.

## Albums
Leader :
- 2012 : Special, Plus Loin Music[3], avec Emil Spanyi (p), Jacques Schwarz-Bart (s), Christophe Lincontang (b), Sangoma Everett (d)
- 2009 : Soul Sisters - La Velle & Rhoda Scott, Must Records, avec Rhoda Scott (org), Pierre-Louis Cas (ts), Al Sanders (b), Lucien Dobat (d)
- 1995 : Can't Stop The Boogie, Calliope Music, avec le groupe B-One : Harry Verschuere, Jun Bug
- 1991 : Straight Singin’ – Tribute to Nat King cole, OMD, avec Pierre Boussaguet et Ray Brown (b), Mark Taylor et Philippe Combelle (d), Jacky Terrasson (p), Eddie Harris et Guy Lafitte (s)
- 1987 : Psalms, Psalms Records, avec Liz McComb, Jérome Van Jones, Greg Hunter
- 1985 : Ave Maria – Norma
- 1984 : And It's Now (45 T), B.O. du film Marche à l'ombre, Milan Records
- 1983 : Rastafari (LP), Blue Silver
- 1982 : Hooked, Song of Liberty (45 T), Carrère
- 1981 : Brand New Start, Blue Silver
- 1979 : Play Girl, EMI
- 1979 : Right Now, Disques Yona
- 1977 : Winter Mind

Participations :
- 1999 : Miranda : Vamos A La Playa, Roadrunner Records, avec Sandra Miranda Garcìa, Johnny Williams et Louis Corte
- 1989 : Ray Charles & Dee Dee Bridgewater : Precious Thing, Polydor
- 1988 : Nel Oliver : Wadjo, Mais Productions
- 1987 : Nicole Croisille : Jazzille, Cy Records
- 1985 : Nel Oliver : Nel Oliver, Africa New Sound
- 1985 : Henri-Michel Raschle : Nostradamus, 7 Production
- 1982 : Ivan Jullien Big Band, Blues in The Night, Bingow
- 1981 : Henri-Michel Raschle : Daemonia: The Magic Trip Through Your Soul, Gold Records, avec Tony Bonfils (b), Jean-Paul Batailley (d), Jacky Tricoire et Joël Hervé (g), Serge Planchon et Marc Goldfeder (kb), Gérard Berlioz (perc), Alex Perdigon et Christian Guizien (tb), Jean Buzon et Kako (tp)
- 1979 : Moleskine : Moleskine, Vogue, avec Dominique Widiez, Laurent Marino, Pierre Clavenad
- 1978 : Pado & Co : Pado & Co, Crocos Records, avec Christian Padovan (b),  Patrick Francfort (d), José Souc (g), Gérard Bikialo (kb), Emmanuel Roche (perc), Arthur Simms et Claudia Palley (voc)
- 1978 : Cécilia Angeles : Dreaming, Warner Bros. Records
- 1978 : Peter Brain & Brain Trick : E.E.G., Carrère
- 1978 : Peter Jacques Band : Fire Night Dance, Prélude Records